# Poa remota
Poa remota là một loài thực vật có hoa trong họ Hòa thảo. Loài này được Forselles miêu tả khoa học đầu tiên năm 1807.